# Poker Face (série télévisée)
Pour les articles homonymes, voir Poker Face (homonymie).
Production
Diffusion
Poker Face est une série télévisée américaine créée par Rian Johnson et diffusée depuis le 26 janvier 2023 sur Peacock,, et sur Citytv+ au Canada.
Elle est également disponible en France depuis le 8 janvier 2024 sur la plateforme TF1+, et au Québec depuis le 1er mars 2023 à Séries Plus.

## Synopsis
Charlie Cale possède l'extraordinaire capacité de repérer lorsque quelqu’un ment. Cela l'a conduite à jouer au poker et a se bâtir une sacrée réputation. Accusée d'avoir triché, elle a ensuite été récupérée par Sterling Frost Sr., qui lui a offert un poste de serveuse dans son casino. Après une affaire impliquant le fils de son patron, Charlie décide de fuir. Au volant de sa Plymouth Barracuda de 1969, Charlie Cale rencontre de nouvelles personnes. À chaque arrêt, ses talents vont lui permettre de résoudre divers crimes et d'aider certaines personnes. Elle doit cependant rester vigilante car elle est traquée par Cliff LeGrand, le chef de la sécurité du casino.

## Distribution

### Acteurs principaux
- Natasha Lyonne (VF : Daria Levannier) : Charlie Cale

### Acteurs secondaires
- Benjamin Bratt (VF : Xavier Fagnon) : Cliff LeGrand

### Invités
- Adrien Brody (VF : Benjamin Egner) : Sterling Frost Jr.
- Dascha Polanco (VF : Christine Braconnier) : Natalie Hill
- Noah Segan (VF : Hervé Caffin) : le shérif Parker
- Ron Perlman (VF : Emmanuel Jacomy) : Sterling Frost Sr.
- Hong Chau (VF : Isabelle Desplantes) : Marge
- Megan Suri (en) (VF : Léopoldine Serre) : Sara
- Colton Ryan (en) (VF : Julien Debuys) : Jed
- John Ratzenberger (VF : Patrick Bonnel) : Abe
- Brandon Micheal Hall (VF : Baptiste Marc) : Damian
- Chelsea Frei (en) (VF : Caroline Cadrieu) : Dana
- Lil Rel Howery (VF : Diouc Koma) : Taffy Boyle
- Danielle Macdonald (VF : Vanessa Van-Geneugden) : Mandy Boyle
- Shane Paul McGhie (en) (VF : Jean-Michel Vaubien) : Austin / Hanky T. Pickins
- Joseph Gordon-Levitt (VF : Anatole de Bodinat) : Trey Mendez
- Stephanie Hsu (VF : Soizic Fonjallaz) : Morty
- David Castañeda : Jimmy Silva
- Ellen Barkin (VF : Pauline Larrieu) : Kathleen Townsend
- Chuck Cooper (en) (VF : Jean-Bernard Guillard) : Deutéronome
- John Darnielle (en) (VF : Jean-Baptiste Marcenac) : Al
- Chloë Sevigny (VF : Audrey Sourdive) : Ruby Ruin
- Jameela Jamil (VF : Caroline Frossard) : Ava
- Tim Meadows (VF : Frantz Confiac) : Michael Graves
- Nicholas Cirillo (VF : Antoine Schoumsky) : Gavin
- Audrey Corsa (VF : Charlotte d'Ardalhon) : Rebecca
- Niall Cunningham (VF : Rémi Caillebot) : Harry
- K Callan (en) (VF : Blanche Ravalec) : Betty
- Reed Birney : Ben / Gabriel
- Simon Helberg (VF : Tanguy Goasdoué) : Luca Clark
- Sharon Epatha Merkerson (VF : Virginie Emane) : Joyce Harris
- Judith Light (VF : Véronique Augereau) : Irene Smothers
- Nick Nolte (VF : Alain Dorval) : Arthur Liptin
- Charles Melton (VF : Arthur Khong) : Davis McDowell
- Leslie Silva (en) : Donna Owens
- Angel Desai (en) (VF : Nayéli Forest) : Jean McDowell
- Tim Blake Nelson (VF : Daniel Lafourcade) : Keith Owens
- Luis Guzmán (VF : Marc Saez) : Raoul
- Rowan Blanchard : Lily Albern
- Tim Russ : Max
- Cherry Jones (VF : Josiane Pinson) : Laura
- Rhea Perlman : Beatrix Hasp (voix)
- Clea DuVall (VF : Flora Brunier) : Emily Cale

 Source et légende : version française (VF) sur RS Doublage

## Production
Le 15 février 2023, la série est renouvelée pour une deuxième saison.

## Épisodes

### Première saison (2023)
| #  | Titre français                | Titre original            | Réalisation       | Scénario                                                 | Diffusion originale |
| -- | ----------------------------- | ------------------------- | ----------------- | -------------------------------------------------------- | ------------------- |
| 1  | Faites vos jeux !             | Dead Man's Hand           | Rian Johnson      | Rian Johnson                                             | 26 janvier 2023     |
| 2  | Le dernier garagiste honnête  | The Night Shift           | Rian Johnson      | Alice Ju                                                 | 26 janvier 2023     |
| 3  | Meurtre à l'étouffée          | The Stall                 | Iain B. MacDonald | Wyatt Cain                                               | 26 janvier 2023     |
| 4  | Un tube mortel                | Rest in Metal             | Tiffany Johnson   | Christine Boylan                                         | 26 janvier 2023     |
| 5  | Retraitées… ou presque        | Time of the Monkey        | Lucky McKee       | Wyatt Cain & Charlie Peppers                             | 2 février 2023      |
| 6  | Amour, gloire et théâtralité  | Exit Stage Death          | Ben Sinclair      | Chris Downey                                             | 9 février 2023      |
| 7  | Mauvais esprit de compétition | The Future of the Sport   | Iain B. MacDonald | Histoire : Joe Lawson & CS Fischer Dialogue : Joe Lawson | 16 février 2023     |
| 8  | Le Syndrome d'Orphée          | The Orpheus Syndrome      | Natasha Lyonne    | Natasha Lyonne & Alice Ju                                | 23 février 2023     |
| 9  | Une montagne de problèmes     | Escape from Shit Mountain | Rian Johnson      | Nora Zuckerman & Lilla Zuckerman                         | 2 mars 2023         |
| 10 | Revenir pour mieux repartir   | The Hook                  | Janicza Bravo     | Rian Johnson                                             | 9 mars 2023         |

### Deuxième saison (2025)
Elle est diffusée depuis le 8 mai 2025.
| #  | Titre original           | Réalisation    | Scénario                  | Diffusion originale |
| -- | ------------------------ | -------------- | ------------------------- | ------------------- |
| 1  | The Game Is a Foot       | Rian Johnson   | Laura Deeley              | 8 mai 2025          |
| 2  | Last Looks               | Natasha Lyonne | Alice Ju & Natasha Lyonne | 8 mai 2025          |
| 3  | Wack-A-Mole              | Miguel Arteta  | Wyatt Cain                | 8 mai 2025          |
| 4  | The Taste of Human Blood | Lucky McKee    | Wyatt Cain                | 15 mai 2025         |
| 5  | Hometown Hero            | John Dahl      | Tony Tost                 | 22 mai 2025         |
| 6  | Sloppy Joseph            | Adam Arkin     | Kate Thulin               | 29 mai 2025         |
| 7  | One Last Job             | Adam Arkin     | Taofik Kolade             | 5 juin 2025         |
| 8  | The Sleazy Georgian      | Mimi Cave      | Megan Amram               | 12 juin 2025        |
| 9  | A New Lease on Death     | Adamma Ebo     | Tea Ho & Wyatt Cain       | 19 juin 2025        |
| 10 | The Big Pump             | Clea DuVall    | Raphie Cantor             | 26 juin 2025        |
| 11 | Day of the Iguana        | Ti West        | Andrew Sodroski           | 3 juillet 2025      |
| 12 | The End of the Road      | Natasha Lyonne | Laura Deeley              | 10 juillet 2025     |

## Distinction

### Nomination
- Golden Globes 2024 : Meilleure actrice dans une série télévisée musicale ou comique pour Natasha Lyonne